# Lijst van spelers van AS Nancy
Deze lijst omvat voetballers die bij de Franse voetbalclub AS Nancy spelen of gespeeld hebben. De spelers zijn alfabetisch gerangschikt.

## A
- Adailton
- Marcel Adamczyk
- Geoffrey Adjet
- Afonso Martins
- Paul Alo'o Efoulou
- André Luiz
- Slobodan Antić
- Floyd Ayite

## B
- Djamel Bakar
- Dagui Bakari
- Claude Barret
- Christophe Bastien
- Mathieu Béda
- Abdelaziz Bennij
- Pascal Berenguer
- Frédéric Biancalani
- Henk den Boer
- Ali Boumnijel
- Gennaro Bracigliano
- Jonathan Brison
- Michel Brusseaux

## C
- Bocoundji Ca
- Jean Calvé
- Yamoudou Camara
- Basile Camerling
- Jacques Canosi
- Tony Cascarino
- Philippe Celdran
- Sébastien Chabaud
- Aatif Chahechouhe
- Saïd Chiba
- Romain Chouleur
- Michaël Chrétien
- Milan Čop
- Pablo Correa
- Manuel da Costa
- Karim Coulibaly
- Gaston Curbelo
- Alexandre Cuvillier

## D
- Didier Danio
- Patrick Delamontagne
- Mana Dembélé
- Ange Di Caro
- Éric Di Meco
- Issiar Dia
- Cheick Diabaté
- Pape Diakhaté
- Samba Diakité
- Christian Donnat
- Tosin Dosunmu
- Geoffrey Doumeng
- Edy Dublin
- Emmanuel Duchemin
- Laurent Dufresne
- Gilbert Dussier

## E
- Rolland Ehrhardt
- Wagneau Eloi

## F
- Momar Faye
- Bertrand Fayolle
- Julien Féret
- Demetrius Ferreira
- Camille Fischbach
- Nicolas Florentin
- Marc-Antoine Fortuné
- Frédéric Fouret

## G
- Thomas Gaudu
- Orlando Gauthier
- Franck Gava
- Benjamin Gavanon
- Bruno Germain
- Phil Gray
- Damien Gregorini
- Tchiressoua Guel
- Ludovic Guerriero
- Axel Guessand
- Veigar Gunnarsson

## H
- Giovanni Haag
- Mustapha Hadji
- Youssouf Hadji
- Massadio Haidara
- Rachid Hamdani
- Peter Hannich
- Jean Hediart
- Helder
- Yves Herbet
- Vincent Hognon

## J
- Philippe Jeannol

## K
- Abdoulaye Keita
- Antoine Keller
- Kim
- Jean-Paul Krafft
- Eli Kroupi
- Antoine Kuszowski

## L
- Johan Lapeyre
- Bertrand Laquait
- Saliou Lassissi
- Michel Lator
- Vojin Lazarević
- Ronan Le Crom
- Cédric Lécluse
- Bernard Lefevre
- Fabien Lefévre
- Reynald Lemaître
- Roger Lemerre
- Jinyu Li
- Dominique Lokoli
- José Lopez
- Jordan Lotiés

## M
- Damián Macaluso
- Cris Malonga
- Florian Marange
- Herve Mariot
- Yves Mariot
- Stéphane Marseille
- Lilian Martin
- Joaquín Martínez
- Bruno Martini
- Mehdi Meniri
- Alain Merchadier
- Carmelo Micciche
- Laurent Moracchini
- Patrick Moreau
- Cedric Mouret

## N
- Alfred N'Diaye
- Guy N'dy Assembé
- Landry N'Guémo
- Patrick N'Tolla
- Benjamin Nicaise
- Slavoljub Nikolić

## O
- Egutu Oliseh
- Wilson Oruma
- Abdelnasser Ouadah
- Abdeslam Ouaddou

## P
- Léon Papas
- Jaques Perdrieau
- Vladimir Petrović
- Didier Philippe
- Rayan Philippe
- Roger Piantoni
- Philippe Piette
- Remy Pillot
- Robert Pintenat
- Sebastián Pinto
- Michel Platini
- Joël Prou
- Sébastien Puygrenier

## R
- Eric Rabesandratana
- Nicolas Rabuel
- Fouad Rachid
- Cyril Ramond
- Loris Reina
- Robert Rico
- Krasnodar Rora
- Frédéric Roux
- Olivier Rouyer
- Francisco Rubio
- Gergely Rudolf

## S
- Joël Sami
- Jérémy Sapina
- Adrian Sarkisian
- David Sauget
- Sébastien Schemmel
- Matthieu Schneider
- Alfred Schön
- Ernest Schultz
- Philippe Schuth
- Jean-Philippe Séchet
- Thomas Seeliger
- Hamid Sekour
- Eric Skora
- Olivier Sorin
- Sadio Sow
- Martin Stocklasa
- Nenad Stojković

## T
- Mehdi Taouil
- Ryszard Tarasiewicz
- Amin Tighazaoui
- Bassidiki Toure
- Julien Tournut
- Bakaye Traoré

## V
- Marama Vahirua
- David Vairelles
- Tony Vairelles
- Daniel Viaene
- Patrice Vicq

## W
- Laurent Weber
- Samuel Wiart
- Finn Wiberg
- Grégory Wimbée

## Z
- François Zahoui
- Jean-Louis Zanon
- Marc Zanotti
- Aleksandr Zavarov
- Bernard Zenier
- Moncef Zerka
- David Zitelli
- François Zoko